# Jacques Allard (voile)
Pour les articles homonymes, voir Jacques Allard et Allard.
Jacques Allard, né le 8 septembre 1925 à Arcachon et mort dans cette même ville le 15 juillet 2015, est un skipper français.

## Carriere
Il participe à l'épreuve de 5.5 mètres des Jeux olympiques d'été de 1952 sur le Damoiselle ; les Français terminent à la quatorzième place. Il est plusieurs fois champion de France de Dragon et vice-président de la Fédération française de voile.